# 徐是雄
徐是雄，SBS（1943年1月19日—），汉族，中华人民共和国政治人物、第十一届全国政协委员，亦曾任第七屆和第八屆全國人大代表（當時香港代表歸入廣東省代表團）。

## 生平
徐是雄生於上海，1955年畢業於拔萃男書院，1962年至1965年以一級榮譽畢業於墨爾本大學，1967年至1969年於該所大學修讀博士課程。他後來於1991年擔任漁農諮詢委員會委員，1993年出任港事顧問。此外，他曾担任香港大学植物系教授。2008年，当选第十一届全国政协委员，代表特邀香港人士，分入第五十二组。

## 榮譽
- 2003年 銀紫荊星章[5]